# Sante Geronimo Caserio
Sante Geronimo Caserio (8 de septiembre de 1873-16 de agosto de 1894) fue un anarquista italiano del siglo XIX. Es conocido por haber asesinado al presidente francés Marie François Sadi Carnot el 25 de junio de 1894. Fue guillotinado el 16 de agosto de 1894.

## Biografía
Nacido en Lombardía, hijo de una familia campesina, tuvo muchos hermanos y hermanas. Su padre era barquero y lo llamó "Gerónimo" en homenaje al líder apache; murió víctima de la pelagra (enfermedad común entre los campesinos entonces, debido a una deficiente alimentación exclusivamente a base de trigo). Para no convertirse en un peso para su madre, a los diez años de edad Sante Caserio dejó la casa familiar y partió hacia Milán. Consiguió empleo como aprendiz de panadero y tuvo sus primeros contactos con los medios anarquistas al fin del siglo XIX.
Aún en Milán se integró a un pequeño colectivo llamado "A pie" (que en la época era sinónimo de "sin dinero"). Pietro Gori refiriéndose a Caserio lo recordaba como una persona generosa, repartiendo a los obreros y desempleados pan y panfletos anarquistas que imprimía costeándolo con su magro salario. En 1892 fue sentenciado a ocho meses de prisión por distribuir panfletos y folletos antimilitaristas. Identificado y fichado durante una manifestación pública, se vio forzado a huir de Italia a la edad de dieciocho años. Declarado desertor, primero fue a Suiza consiguiendo luego empleo como panadero en Viena. Se vuelve a mudar a Lyon el 21 de julio de 1893 donde trabaja como mensajero.

## Magnicidio
El 24 de junio de 1894 Caserio acuchilló al presidente Sadi Carnot en el pecho durante una ceremonia pública en Lyon. El mango de su cuchillo era rojo y negro (colores que simbolizan históricamente al anarquismo). Después del hecho, Caserio no intentó huir, muy por el contrario, comenzó a correr dando vueltas alrededor del carruaje presidencial gritando "Viva la Anarquía".
Posteriormente en su juicio, Caserio describiría el asesinato con detalle:

"Llegaron entonces, a paso corto, los militares siempre sobre sus caballos, dispuestos los cuatro grupos de cuatro con sus banderas. Después de las tropas vino un trompetero montado, aunque sin tocar, entonces la segunda tropa pasó igual a la primera. Vino luego el carruaje descubierto del Presidente de la República, con los caballos apartados apenas tres pasos atrás de la tropa de soldados.
Cuando el último jinete de escolta pasó delante de mí, me desabotoné la chaqueta. El puñal lo quería con el mango para arriba dentro del bolso. Lo empuñé con la mano izquierda y con un movimiento, empujé lejos a dos muchachos que tenía delante. Me dirigí con velocidad, aunque sin encarar directamente al presidente, yendo en un movimiento contrario al del carruaje. Subí al escalón externo del vehículo y me apoyé agarrándome con la mano izquierda del lateral y con la derecha, enterré la daga en el pecho del presidente. Dejé el puñal clavado, en su cuello un pedazo de periódico.
Saltando del carro, grité, no recuerdo si mucho o poco, "Viva La Rivoluzione". Así que salté, me di cuenta de que nadie me había detenido ni parecía haber entendido lo que estaba ocurriendo, entonces corrí alrededor del carruaje y de los caballos presidenciales.

Y en aquel momento grité "Viva la Anarchia!": ahí entendieron los policías. Fui por adelante de los caballos, por detrás de las luces, para intentar mezclarme con la multitud y desaparecer. Pasé entre hombres y mujeres y entonces oí un grito tras de mí: "¡Agárrenlo!". Un policía, llamado Nicolas Pietri, me tomó por el cuello de la chaqueta y entonces otras veinte personas me cercaron.

## Motivación: venganza

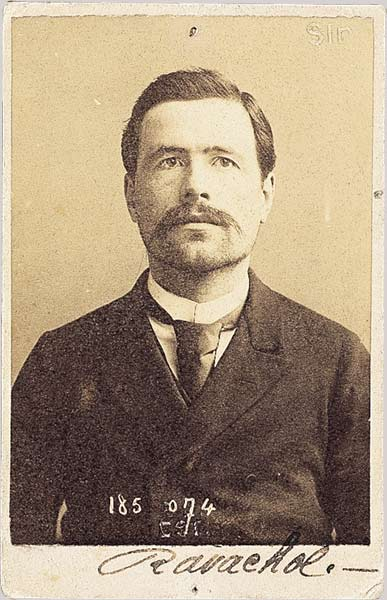
La foto de Ravachol que Sante Caserio envió a la viuda de Sadi Carnot momentos después de matar a su marido.

El asesinato del presidente Sadi Carnot fue la forma que Sante Caserio encontró para responder a la ejecución sumaria de tres conocidos anarquistas igualmente adeptos de la acción directa violenta - Ravachol, guillotinado el día 11 de junio de 1892; Auguste Vaillant, el día 3 de febrero de 1894; y Émile Henry, el 21 de mayo de 1894.
Momentos después del magnicidio, otra dimensión de la venganza de Sante Caserio se desplegó. La viuda del presidente Sadi Carnot recibió por correo en su casa una foto de Ravachol con el siguiente escrito: 

Il est bien vengé
Está bien vengado

Al cabo de menos de un mes, Sante Caserio formó parte del ciclo de ejecuciones y venganzas inspiradas en la idea de propaganda por el hecho que iniciaría el siglo XX con más atentados y asesinatos.

## Juicio y ejecución

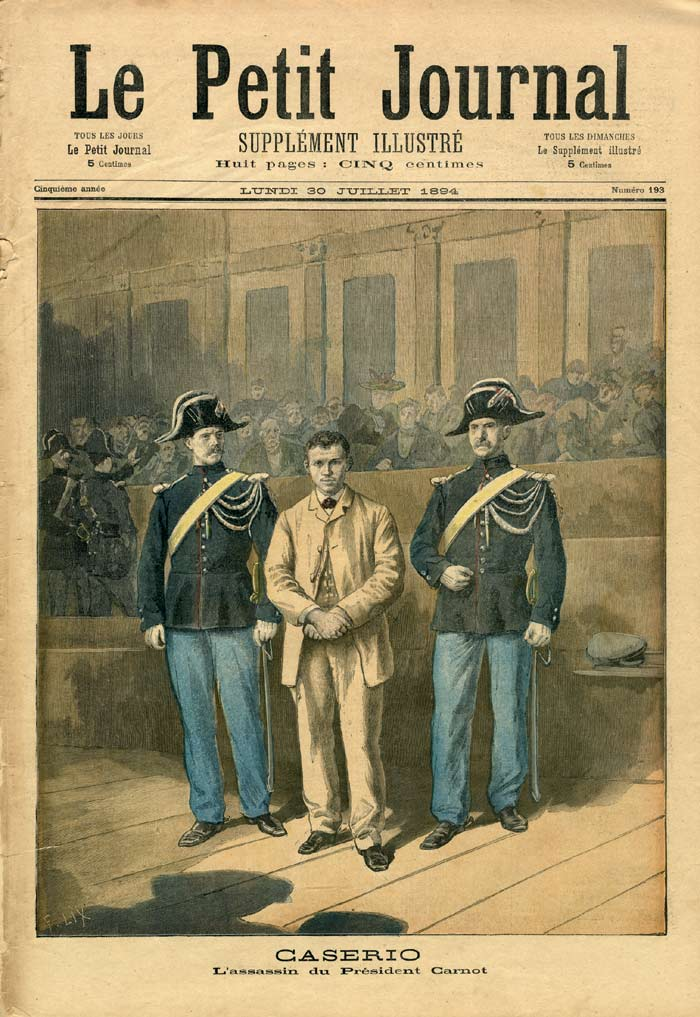
Portada de Le Petit Journal del 20 de julio de 1898.

Fue a juicio el día 2 de agosto donde fue condenado a la guillotina, y ejecutado el día 16 del mismo mes. Delante de la corte que lo condenó, dijo en medio de quienes esperaban:

Pues bien, si los gobernantes pueden usar contra nosotros fusiles, grilletes y prisiones, nosotros debemos, nosotros los anarquistas, para defender nuestras vidas, ¿debemos atenernos a nuestros principios? No. Por el contrario, nuestra respuesta a los gobernantes será la dinamita, la bomba, el estilete, el puñal. En una palabra, tenemos que hacer todo lo posible para destruir a la burguesía y al gobierno. Ustedes que son representantes de las compañías burguesas, si ustedes quieren mi cabeza, ¡ténganla!

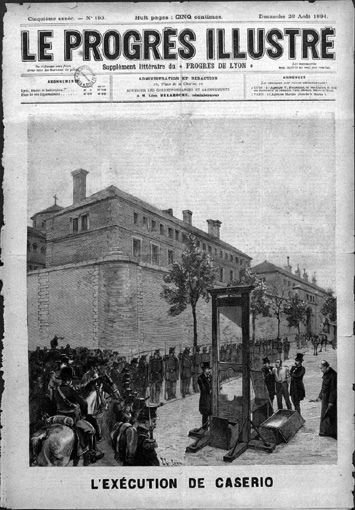
Portada de Le Progress Ilustré mostrando la ejecución de Sante Caserio.

Nunca intentó negar sus actos o pedir piedad a los jueces. Se le ofreció la posibilidad de declararse demente, a cambio de entregar los nombres de algunos de sus cómplices, pero rehusó:

Caserio es un panadero, nunca un delator

.
Mientras esperaba su ejecución en la celda, se le envió al padre de Motta Visconti para que se confesase, pero Sante Caserio ni siquiera lo escuchó y lo empujó afuera. En el cadalso, frente a la guillotina, segundos antes de morir, gritó a la multitud:

Coraggio, compagni — e viva l'Anarchia!
Coraje, compañeros — y ¡Viva la Anarquía!

Caserio fue guillotinado en Lyon a las cinco de la madrugada del día 16 de agosto de 1894, tenía 20 años.

## Canciones sobre Sante Caserio
Sobre la figura de Caserio posteriormente surgieron en la tradición popular italiana una serie de narrativas y canciones en su memoria. Escritas u oralmente, un número significativo de estas son todavía cantadas en la actualidad. Algunos ejemplos son:
- Le ultime ore e la decapitazione di Caserio', compuesta por Pietro Cini.
- Partito da Milano senza un soldo, de autoría desconocida.
- Caserio passeggiava per la Francia, de autoría desconocida.
- Sante Caserio uccisore di Sadi Carnot, de autoría desconocida.
- La ballata di Sante Caserio, compuesta por Pietro Gori [http://www.lanternerosse.it/santecaserio.mp3 (enlace roto disponible en Internet Archive; véase el historial, la primera versión y la última). (oír)].
- Il processo di Sante Caserio, de autoría desconocida.
- Su fratelli pugnamo da forti, de autoría desconocida.